# Presentator

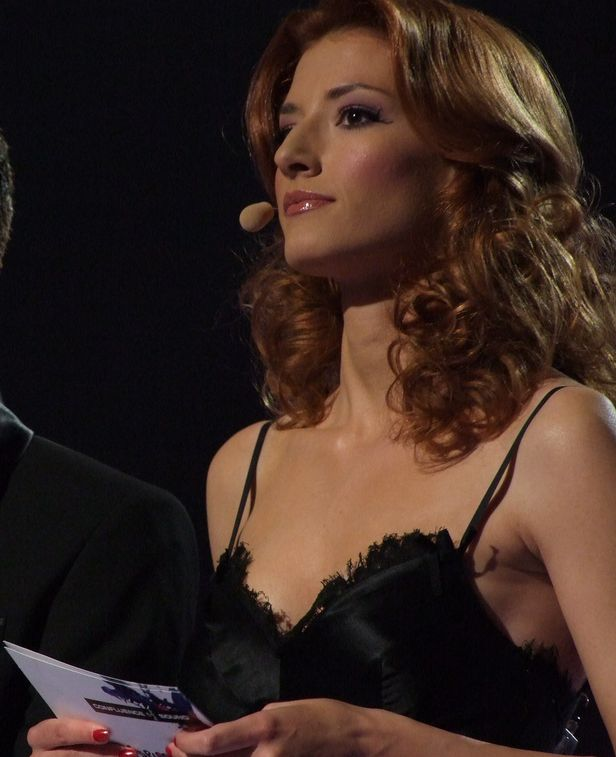
Jovana Janković als presentatrice van het Eurovisiesongfestival in 2008

Een presentator of presentatrice is doorgaans een persoon die radio- of televisie-programma's presenteert – maar ook evenementen die niet worden uitgezonden, kunnen een presentator hebben.
Niet zelden heeft die persoon daarnaast een ander beroep, zoals acteur, zanger, model of omroepproducent, maar is bij het grote publiek vooral bekend als de stem of het gezicht van één of meer mediaprogramma's. Sommige zijn geselecteerd vanwege het winnen van een schoonheids- of andere tv-wedstrijd; andere worden later bijvoorbeeld acteur.

## Omroeper

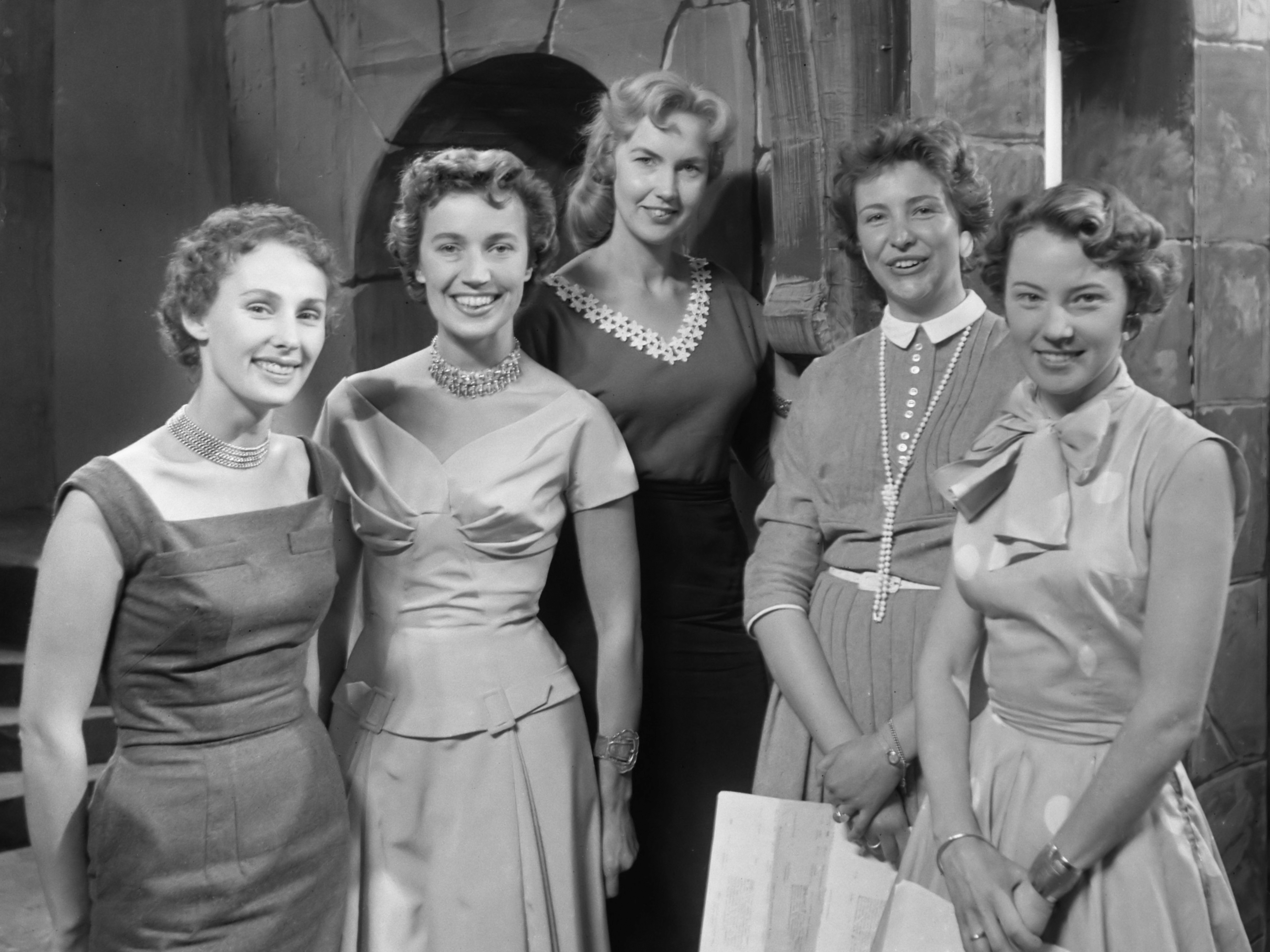
Nederlandse tv-omroepsters van het eerste uur. V.l.n.r. Tanja Koen (NCRV), Hannie Lips (KRO), Verti Dixon (VPRO), Ageeth Scherphuis (AVRO) en Karin Kraaykamp (VARA) (1956)

Een omroeper of omroepster is een persoon die op televisie in beeld de komende programma's aankondigt, als het ware de gastheer of gastvrouw van de televisiekijker. Aanvankelijk, in de jaren 50 werd dit een "speaker" of "speakerin" genoemd.

### Vlaanderen
De allereerste omroepster in Vlaanderen dateert van 1953 met de Arnhemse actrice Pim Labeau, in België geboren maar sinds 1963 gevestigd in Nederland; waar ze vooral het bekendste is en acteerlessen gaf. In België maakten de meeste grote zenders tot de jaren nillies en later nog gebruik van omroep(st)ers. Televisiezender Eén stopte met deze oude traditie in juli 2015.

### Nederland
In Nederland waren omroepers of omroepsters vanaf het begin van de televisie in 1951 tot en met 2000 te zien op de openbare zenders Nederland 1, Nederland 2 en Nederland 3. Het commerciële Veronica TV maakte nog enige tijd na 2001 gebruik van omroep(st)ers. Toen Veronica uit de Holland Media Groep was gestapt, maakte het nieuwe Veronica nog een tijdje gebruik van omroepers. Die presenteerden echter niet vanuit een presentatiestudio, maar vanaf verschillende locaties in het Veronicapand, en werden netmasters genoemd. Ook Yorin kende nog enige tijd omroep(st)ers.

### Europa
De trend in Europa is nu dat alleen het aanstaande programma in beeld wordt gebracht met de stem van de omroeper op de achtergrond (offscreen).
Zie ook: Lijst van omroepers.

## Nieuwslezer en nieuwsanker
Een nieuwslezer is de presentator van een journalistiek programma zoals het radio- of televisiejournaal. Hij of zij is zelf meestal een journalist, die al dan niet deel uitmaakt van de redactie die de teksten schrijft.
Een nieuwsanker (in Engels: anchorman) is een vaste presentator van een dagelijks uitgezonden nieuwsrubriek/journaal op televisie.
Het begrip anchorman komt uit de Verenigde Staten, waar de drie nationale omroepen (networks; nu zijn er meer) ABC, CBS en NBC de kijkers aan zich trachtten te binden met vaste ster-presentatoren. Bekende anchormen waren Peter Jennings (ABC), Walter Cronkite (CBS) en Tom Brokaw (NBC). Peter Snow was lange tijd de anchorman van BBC News.
Joop van Zijl heeft in Nederland een enigszins vergelijkbare status gehad, hoewel hij niet elke dag presenteerde, en volgens een strenge definitie van het begrip anchorman hoort dat eigenlijk wel. De term anchorman is in Nederland pas na 2005 opgedoken. Hoewel Joop van Zijl al vanaf de jaren zeventig het journaal presenteerde en ook vele uitzendingen van het achtuurjournaal voor zijn rekening nam, werd hij pas vanaf 1988 de officiële anchorman van het journaal van acht uur.
In Vlaanderen hebben bij de openbare omroep VRT Martine Tanghe en Wim De Vilder van Het Journaal de status van anchorvrouw en -man, daar vaak aangeduid als nieuwsanker, bij de commerciële VTM hoofdredacteur Stef Wauters en veteraan Dany Verstraeten.
In Nederland waren dat bij de openbare omroep jarenlang: Sacha de Boer en Philip Freriks, na hun vertrek vervullen Annechien Steenhuizen en Rob Trip die functie bij het NOS Journaal. Bij het RTL Nieuws zijn er meer, doordat het hoofdbulletin in duopresentatie plaatsvindt, met als nieuwslezers van de belangrijkste bulletins Antoin Peeters & Merel Westrik en Pepijn Crone / Peter van Zadelhoff & Daphne Lammers.

## Quizmaster
Spelprogramma's van het type quiz worden gepresenteerd door een quizmaster genoemde gastheer, die tevens optreedt als scheidsrechter, vaak bijgestaan door een jury, en waakt over het gehele spelverloop. Sommigen zijn beroemd genoeg om een programma naar hen te noemen, zoals de Rudi Carrell-show (waarvan ook een Duitse versie is gemaakt, opnieuw met hem). Bij quizzen staat de presentator vaak achter een lessenaar.

## Deskundigen
Sommige programma's van een (deels) documentair genre kunnen worden gepresenteerd door ervarings- en/of academisch deskundigen. Enkele voorbeelden:
- De weerpresentator presenteert het weerbericht, meestal staande voor een kaart van de weersystemen, of een simulatie daarvan (blue key). Jan Pelleboer werkte voor de radio. Op televisie wordt de weerpresentatie soms door een niet-meteoroloog gedaan – op Amerikaanse zenders heeft deze soms het karakter van een clown of seksobject.
- Het sportprogramma Nederland in Beweging!, gepresenteerd door oud-schaatsster Barbara de Loor en fitnesstrainer Duco Bauwens.
- Het techniekprogramma MythBusters, gepresenteerd door ingenieur Adam Savage en de sceptische Jamie Hyneman.
- Het overlevingsprogramma Man vs. Wild, gepresenteerd door avonturier Bear Grylls.

## Virtuele presentator
Op de Indiase tv verscheen in juli 2023 een eerste door kunstmatige intelligentie gestuurde presentator: een virtuele nieuwslezeres begroette het publiek met ’Namaste, ik ben Lisa’. Eerder in april had ook India Today al de virtuele nieuwslezeres ’Sana’ voorgesteld. De komst van Sana zou volgens het bedrijf niet tot banenverlies leiden. Ook zou het publiek positief op haar komst hebben gereageerd. De introductie was opmerkelijk, maar bouwde eigenlijk voort op eerdere experimenten op de Chinese tv in 2018 en de Russische tv in 2019.